# Penthema lisarda
Penthema lisarda is een vlinder uit de onderfamilie Satyrinae van de familie Nymphalidae. De wetenschappelijke naam van de soort is voor het eerst geldig gepubliceerd in 1845 door Edward Doubleday.